# Lista siturilor arheologice din județul Covasna - L
Lista siturilor arheologice din județul Covasna - L conține toate siturile arheologice din județul Covasna înscrise în Repertoriul Arheologic Național (RAN) și aflate în localități al căror nume începe cu litera L. RAN este administrat de Ministerul Culturii și Patrimoniului Național și cuprinde date științifice, cartografice, topografice, imagini și planuri, precum și orice alte informații privitoare la zonele cu potențial arheologic, studiate sau nu, încă existente sau dispărute.
Puteți căuta un sit din localitățile care încep cu litera L folosind formularul de mai jos sau puteți naviga prin toate siturile din județ la Lista siturilor arheologice din județul Covasna.
| Cod RAN                                  | Denumire | Localitate                           | Adresă             | Datare                  | Descoperit | Coordonate                                   | Imagine           | Erori            |
| ---------------------------------------- | --- | ------------------------------------ | ------------------ | ----------------------- | ---------- | -------------------------------------------- | ----------------- | ---------------- |
| 64470.01.01 (Cod LMI: CV-I-s-A-13061)    | Cetatea medievală de la Lemnia-Lazul Cetății / ansamblu Cetatea Almașului, Cetatea lui Ciomortan (Categorie: locuire civilă) (Tip: Cetate)             | sat Lemnia, comuna Lemnia            | Lazul Cetății      | sec. XIV - XV           |            |                                              | Încărcați imagine | Raportați eroare |
| 63973.01.01 (Cod LMI: CV-I-m-A-13062.05) | Situl arheologic de la Leț / ansamblu anonim (Categorie: locuire civilă) (Tip: Așezare)                                                                | sat Leț, comuna Boroșneu Mare        | Dealul Cetății     | Starčevo - Criș         | 1949       | 45°50′39″N 26°01′01″E / 45.8442°N 26.01692°E | Încărcați imagine | Raportați eroare |
| 63973.01.02 (Cod LMI: CV-I-m-A-13062.04) | Situl arheologic de la Leț / ansamblu anonim (Categorie: locuire civilă) (Tip: Așezare)                                                                | sat Leț, comuna Boroșneu Mare        | Dealul Cetății     | Schneckenberg           | 1949       | 45°50′39″N 26°01′01″E / 45.8442°N 26.01692°E | Încărcați imagine | Raportați eroare |
| 63973.01.03 (Cod LMI: CV-I-m-A-13062.03) | Situl arheologic de la Leț / ansamblu anonim (Categorie: locuire civilă) (Tip: Așezare)                                                                | sat Leț, comuna Boroșneu Mare        | Dealul Cetății     |                         | 1949       | 45°50′39″N 26°01′01″E / 45.8442°N 26.01692°E | Încărcați imagine | Raportați eroare |
| 63973.01.04 (Cod LMI: CV-I-m-A-13062.02) | Situl arheologic de la Leț / ansamblu anonim (Categorie: locuire civilă) (Tip: Așezare)                                                                | sat Leț, comuna Boroșneu Mare        | Dealul Cetății     | geto-dacică             | 1949       | 45°50′39″N 26°01′01″E / 45.8442°N 26.01692°E | Încărcați imagine | Raportați eroare |
| 63973.01.05 (Cod LMI: CV-I-m-A-13062.01) | Situl arheologic de la Leț / ansamblu anonim (Categorie: locuire civilă) (Tip: Fortificație)                                                           | sat Leț, comuna Boroșneu Mare        | Dealul Cetății     | sec. XVI                | 1949       | 45°50′39″N 26°01′01″E / 45.8442°N 26.01692°E | Încărcați imagine | Raportați eroare |
| 63973.01.06 (Cod LMI: CV-I-s-A-13062)    | Situl arheologic de la Leț / ansamblu anonim (Categorie: locuire civilă) (Tip: Așezare)                                                                | sat Leț, comuna Boroșneu Mare        | Dealul Cetății     | Cucuteni - Ariușd       | 1949       | 45°50′39″N 26°01′01″E / 45.8442°N 26.01692°E | Încărcați imagine | Raportați eroare |
| 63973.01.07 (Cod LMI: CV-I-s-A-13062)    | Situl arheologic de la Leț / ansamblu anonim (Categorie: locuire civilă) (Tip: Așezare)                                                                | sat Leț, comuna Boroșneu Mare        | Dealul Cetății     | Monteoru                | 1949       | 45°50′39″N 26°01′01″E / 45.8442°N 26.01692°E | Încărcați imagine | Raportați eroare |
| 63973.01.08 (Cod LMI: CV-I-m-A-13062.05) | Situl arheologic de la Leț / ansamblu anonim (Categorie: locuire civilă) (Tip: Necropolă)                                                              | sat Leț, comuna Boroșneu Mare        | Dealul Cetății     | Boian                   | 1949       | 45°50′39″N 26°01′01″E / 45.8442°N 26.01692°E | Încărcați imagine | Raportați eroare |
| 64489.01.01 (Cod LMI: CV-I-s-A-13063)    | Așezarea Wietenberg de la Lutoasa - "Dealul Cetății" / ansamblu Cetatea lui Ciuchian (Csuklyán) (Categorie: locuire civilă) (Tip: Așezare fortificată) | sat Lutoasa, comuna Mereni           | Dealul Cetății     | Wietenberg              |            |                                              | Încărcați imagine | Raportați eroare |
| 64470.04.01                              | Necropola de la Lemnia / ansamblu anonim (Categorie: descoperire funerară) (Tip: Necropolă)                                                            | sat Lemnia, comuna Lemnia            |                    |                         |            |                                              | Încărcați imagine | Raportați eroare |
| 63651.01.01                              | Așezarea paleolitică de la Lădăuți / ansamblu anonim (Categorie: locuire civilă) (Tip: Atelier)                                                        | sat Lădăuți, comuna Barcani          |                    | tardenoisian            | 1960       |                                              | Încărcați imagine | Raportați eroare |
| 64470.03.01                              | Așezarea Noua de la Lemnia - "Opt pământuri" / ansamblu anonim (Categorie: locuire civilă) (Tip: Așezare)                                              | sat Lemnia, comuna Lemnia            | Opt pământuri      | Noua                    |            |                                              | Încărcați imagine | Raportați eroare |
| 64489.02.01                              | Așezarea Cucuteni - Ariușd de la Lutoasa / ansamblu anonim (Categorie: locuire civilă) (Tip: Așezare)                                                  | sat Lutoasa, comuna Mereni           |                    | Cucuteni - Ariușd       |            |                                              | Încărcați imagine | Raportați eroare |
| 64489.02.02                              | Așezarea Cucuteni - Ariușd de la Lutoasa / ansamblu anonim (Categorie: locuire civilă) (Tip: Așezare)                                                  | sat Lutoasa, comuna Mereni           |                    | Wietenberg              |            |                                              | Încărcați imagine | Raportați eroare |
| 64489.03.01                              | Așezarea geto-dacică de la Lutoasa / ansamblu anonim (Categorie: locuire) (Tip: Așezare)                                                               | sat Lutoasa, comuna Mereni           |                    | sec. I î.Chr - I d.Chr. |            |                                              | Încărcați imagine | Raportați eroare |
| 64666.01.01                              | Așezarea Cucuteni - Ariușd de la Lisnău - "Dealul Jenejek" / ansamblu anonim (Categorie: locuire civilă) (Tip: Așezare)                                | sat Lisnău, comuna Ozun              | Dealul Jenejek     | Cucuteni - Ariușd       |            |                                              | Încărcați imagine | Raportați eroare |
| 64666.02.01                              | Situl Cucuteni - Ariușd de la Lisnău - "Câmpia lui Barabas" / ansamblu anonim (Categorie: locuire) (Tip: Locuire)                                      | sat Lisnău, comuna Ozun              | Câmpia lui Barabas | Cucuteni - Ariușd       |            |                                              | Încărcați imagine | Raportați eroare |
| 64666.03.01                              | Așezarea Coțofeni de la Lisnău - "Dealul Melcilor" / ansamblu anonim (Categorie: locuire civilă) (Tip: Așezare)                                        | sat Lisnău, comuna Ozun              | Dealul Melcilor    | Coțofeni                |            |                                              | Încărcați imagine | Raportați eroare |
| 64666.04.01                              | Așezarea Schneckenberg de la Lisnău - "Coasta lui Ciulac" / ansamblu anonim (Categorie: locuire civilă) (Tip: Așezare)                                 | sat Lisnău, comuna Ozun              | Coasta lui Ciulac  | Schneckenberg           |            |                                              | Încărcați imagine | Raportați eroare |
| 64666.05.01                              | Așezarea Coțofeni de la Lisnău - "Dealul lui Ciulac" / ansamblu anonim (Categorie: locuire civilă) (Tip: Așezare)                                      | sat Lisnău, comuna Ozun              | Dealul lui Ciulac  | Coțofeni                |            |                                              | Încărcați imagine | Raportați eroare |
| 64666.06.01                              | Ceatate medievală de la Lisnău - "Cetatea Turcului" / ansamblu anonim (Categorie: locuire civilă) (Tip: Cetate)                                        | sat Lisnău, comuna Ozun              | Cetatea Turcului   |                         |            |                                              | Încărcați imagine | Raportați eroare |
| 63768.01                                 | Așezarea Schneckenberg de la Lunga - "Săsăuși" (Categorie: locuire) (Tip: așezare)                                                                     | sat Lunga, municipiul Târgu Secuiesc | Săsăuși            |                         |            |                                              | Încărcați imagine | Raportați eroare |
| 63768.01.01                              | Așezarea Schneckenberg de la Lunga - "Săsăuși" / ansamblu anonim (Categorie: locuire) (Tip: Așezare)                                                   | sat Lunga, municipiul Târgu Secuiesc | Săsăuși            | Schneckenberg           |            |                                              | Încărcați imagine | Raportați eroare |
| 63768.02.01                              | Mormântul medieval de la Lunga - "Săsăuși" / ansamblu anonim (Categorie: descoperire funerară) (Tip: Mormânt de inhumație)                             | sat Lunga, municipiul Târgu Secuiesc | Săsăuși            | sec. XII-XIII           |            |                                              | Încărcați imagine | Raportați eroare |